# سه کشور اروپایی

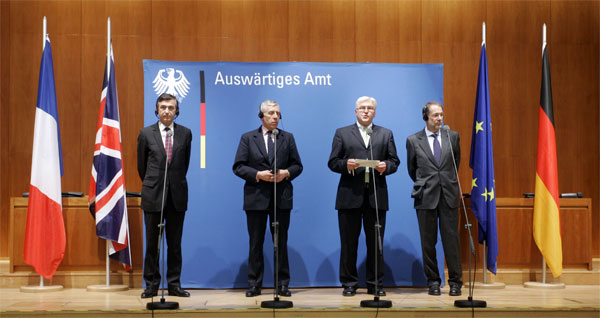
وزیران خارجه ۳ کشور اروپایی به همراه مسئول سیاست خارجی اتحادیه اروپا

سه کشور اروپایی (EU 3) یا سه کشور بزرگ اروپا (به انگلیسی: The EU Big Three)‏ اصطلاحاً اشاره به ۳ کشور قاره اروپا یعنی فرانسه، آلمان و بریتانیا دارد.
هر یک از این کشورها، به تنهایی قدرت جهانی به شمار می‌روند و در داخل و خارج اتحادیه اروپا از نفوذ زیادی برخوردارند. اکنون مرکزیت این ۳ کشور در تحولات اروپا غیرقابل‌انکار دانسته می‌شود. به طوری که در سال ۲۰۰۵ کریس پتن عضو کمیسیون روابط خارجی اتحادیه اروپا در مورد آن‌ها گفته بود: «من قصد اهانت به دیگر کشورها را ندارم، اما تا زمانی که فرانسه، آلمان و بریتانیا در قضیه نباشند، در موضوعات مهم اروپایی هیچ سیاستی وجود ندارد.»
این ۳ کشور در سال‌های ۲۰۰۳ تا ۲۰۰۴ طرف مذاکره ایران در موضوع هسته‌ای بودند و برای گسترش روابط سیاسی و اقتصادی خود با ایران تمایل داشتند.